# Lentävänniemi
Lentävänniemi est un quartier de Tampere en Finlande.

## Description
Lentävänniemi est un quartier du nord-ouest de Tampere.
Il est bordé au sud-ouest par Niemi et Niemenranta.
Lentävänniemi, est surtout construit d'immeubles résidentiels.
Entouré par le lac Näsijärvi qui offre des sentiers de randonnées le long de ses rives.

## Galerie

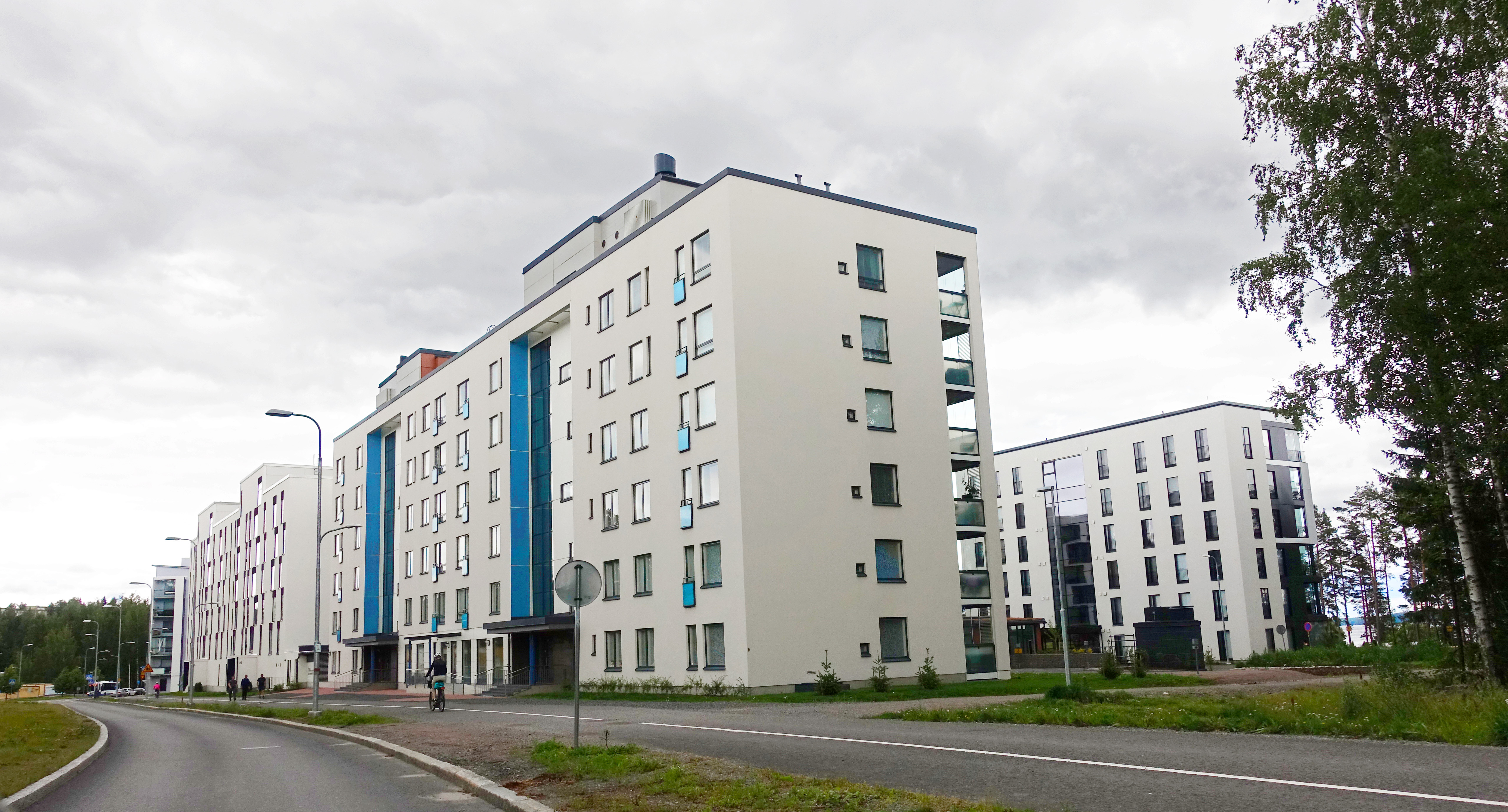
Habitations
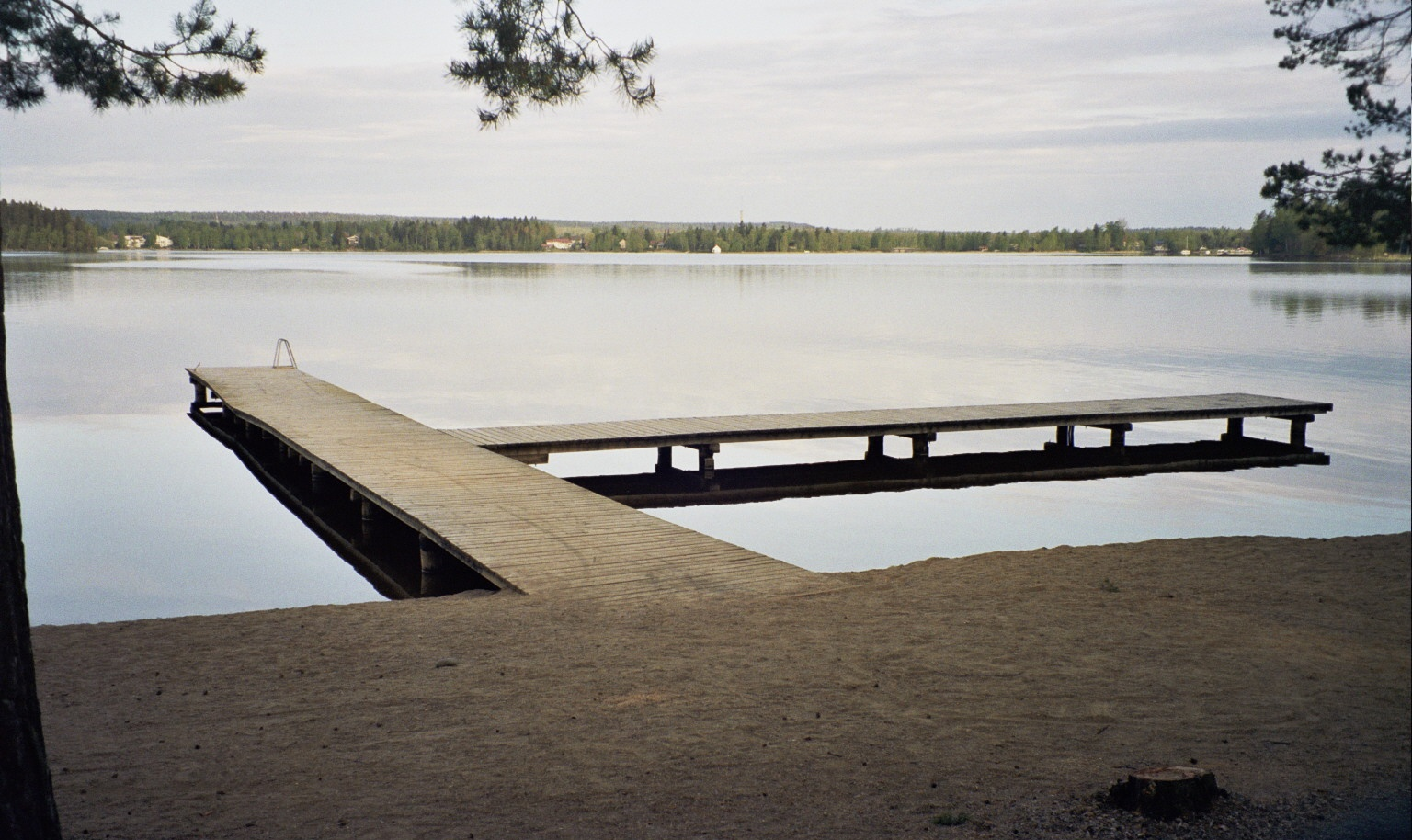
Plage de Suomensaari.